# Kraljevski apartman
Kraljevski apartman je srpski hard rock, heavy metal sastav.

## Apartman 69
Povijest grupe počinje 1979. godine kad gitarist Zoran Zdravković, nakon sviranja u skupinama Exodus, Zvučni zid, Bicikl i tvdri srce i velike uši, osniva hard rock skupinu Apartman 69. Grupa je snimila jedan album Sjeti se moje pjesme 1983. godine. U postavi koja je snimila album bili su Dragan Blažić (vokal), Zoran Zdravković (gitara), Dejan Mihajlović (klavijature, prateći vokali), Milan Mastelica (bas-gitara, prateći vokali) i Ivan Simonović (bubnjevi). Jedna od postava grupe je uključivala i Zvonimira Đukića, današnjeg frontmena grupe  Van Gogh na ritam gitari i Vladu Dokića, bubnjara hard rok grupe Rok Stroj. Nakon izlaska albuma, zbog velike ekspanzije novog vala, Apartman 69 prestaje postojati.

## Kraljevski apartman
Trinaest godina kasnije Zdravković, uz potporu frontmena Riblje čorbe Bore Đorđevića, odlučuje osnovati novu grupu zajedno sa Zoranom "Lotketom" Lalovićem (pjevač) kojoj su dali ime Kraljevski apartman. Prva postava grupe se sastojala od Lalovića (vokal), Zdravkovića (gitara), Zorana Rončevića (bubnjevi), Nebojše Čankovića (gitara) i Vladimira Rajčića (bas-gitara). Bubnjar Riblje čorbe Vicko Milatović je bio jedna od opcija za bas-gitaru u grupi, ali nije primljen. Ova postava je snimila album Long Live Rock 'n' roll za Rock Express Records. Naslovna numera s albuma je ujedno i obrada pjesme grupe Rainbow koja se našla na albumu. Na albumu se nalazilo osam pjesama, najznačajnije su " Mračan grad "," Ne vjerujem u lažne anđele "," Misterija "i" Oprosti mi ". Video-spot je snimljen za pjesmu "Misterija". Zoran Zdravković je napisao većinu tesktova i glazbe za ovaj album. Grupa je u ovom razdoblju nastupala kao podrška Ribljoj čorbi na turnejama, i prezentirala ovaj album publici u Srbiji.
1999. godine Rončević napušta grupu, a na njegovo mjesto dolazi Srđan Duždević i umjesto Nebojše Čankovića u grupu dolazi novi ritam gitarist Miroslav Šen. Ova postava je snimila drugi album pod nazivom "Izgubljen u vremenu" koji izlazi 2000. godine. Zvuk na ovom albumu je dosta tvrđi a glavni hitovi su "Izgubljen u vremenu", "Slomljeno srce", "Nikad se ne predajem", "Ne traži đavola" i "Poslije oluje (javi se ...)". Na albumu se također nalazila obrada klasika Uriah Heepa "Lady in Black", pod nazivom "Slike". Verzija sa  komapkt diska je uključivala i pjesme s albuma  Long Live Rock 'n' Roll kao bonus pjesme. Sve pjesme na ovom albumu je napisao Zdravković osim pjesme "Jesen" koju je napisao Lalović i "Znak zvijeri" koju je napisao Vicko Milatović. Video-spot je snimljen za pjesmu "Poslije oluje".
2002. godine nakon pojavljivanja grupe na Hard 'n' Heavy festivalu kao vodeće grupe festivala, i poslije pojavljivanja na dosta drugih festivala i koncerata, grupa ulazi u studio Paradoks snimiti demo za predstojeći album. Za vrijeme snimanja trećeg albuma, grupa je promijenila postavu jer su Šen, Duždević i Čačija napustili grupu. Nova postava je uključivala bubnjara Zorana Rončevića koji je s njima snimio prvi album grupe, bas-gitaristu Marka Nikolića (koji je prethodno svirao s Vatrenim poljupcem) i Dejana Đorđevića na klavijaturama. Na albumu Rocker (izašao 2002. godine za Rock Express Records), grupa je dodala klavijature na svoj zvuk i ostavila samo jednu gitaru čineći zvuk grupe melodičnije. S albuma su se izdvojili hitovi "Ranjena zvijer" (snimljen i spot za ovu pjesmu) i "Rocker", balade "Za ljubav ne treba da moliš" i "Dama iz kraljevskog apartmana", koja je postala pjesma za publiku na njihovim koncertima, kao i pjesma "U lavirintu sedam grijeha" koja je bila dio glazbe rađene za film Lavirint (bonus pjesma na kompakt-disk izdanju). Na albumu se nalazi i pjesma "Niemandsland" s tekstom na njemačkom koju je otpjevao Zoran Zdravković. Sve stihove s ovog albuma je napisao Zdravković. Poslije uspjeha s albumom Rocker, grupa je postala dosta poznata u Rusiji, Danskoj, Nizozemskoj i ovaj album je distribuiran u preko dvadeset zamalja svijeta preko Japana, Rusije do Meksika.
Prvi put tijekom povijesti grupe, ista postava je snimila dva albuma.  Ruka pravde, četvrti studijski album, je izašao 2004. godine. Ovog puta je album izašao za PGP-RTS (istu produkcijsku kuću koja ih je odbila sedam godina ranije). Ovaj album je, kako od strane slušatelja tako i od strane kritike, smatran kao njihov najbolji rad. Pjesme "Ruka pravde", "Dao sam sve od sebe", "Izaberi jedan put" i balade "Sve u svoje vrijeme" i "Sve su noći iste" su postale najpoznatije. Grupa je predstavila album na turneji s beogradskim Radijom 202 tijekom koncerata s Hitom 202. Grupa je svirala kao podrška Deep Purple-u na koncertu u Beogradu 2003. godine.
2005. godine, grupa je ušla u prvo desetljeće postojanja i za 10. rođendan su najavili snimanje živog albuma i DVD-a. DVD je uživo snimljen u beogradskom SKC-u i izdan pod naslovom 10 Godina s vama - Live SKC. Ovaj DVD također uključuje i intervjue s članovima grupe i ostalima koji su povezani s radom grupe kao i video-spotove za pjesme "Ruka pravde", "Ranjena zvijer" i "Misterija". Audio-snimci s ovog DVD-a su kasnije izašli kao album uživo Best Of Live (1995 - 2005). Nakon izlaska ovog albuma, grupa je održala dosta koncerata kao što je bila podrška Whitesnake-u na beogradskom Tašmajdanu. Ovo je također bio posljednji koncert na kojem je svirao klavijaturista Dejan Đorđević. Uz odlazak Đorđevića, skupinu je također napusto i Zoran Rončević. Rončević je zamijenjen Zoranom Radovanovićem koji je ranije svirao s generacijom 5. Jedno vrijeme grupa je svirala kao četvoročlana sve dok u nju nije došao Miloš Nikolić, brat Marka Nikolića, kao ritam gitarist. Ova postava je počela pisati materijal za naredni album. Jedna od pjesama, "Čuvar tajni", se pojavila na radiopostajama kao promotivna pjesma za predstojeći album. 17. kolovoza 2007. godine grupa je svirala na beogradskom Beerfest-u što je ujedno i bio posljednji nastup pjevača Zorana Lalovića prije nego što je napustio grupu. Njegova zamjena je bio frontmen grupe Which 1 Ivan "Đera" Đerković.
Prvi i jedini album s Đerković na vokalu, Čuvar tajni je izašao za PGP RTS 2008. godine. Na albumu se nalazi 9 novih pjesama kao i prerađena verzija pjesme "Jesen", koja se originalno nalazi na drugom albumu grupe. Video-spot je snimljen za pjesmu "Čarobni štap".
Lalović je oformio vlastitu grupu koja je mjesecima nastupala kao bezimeni sastav, dok nije dobila ime Lotke i Lavirint, i izvodila je pjesme Kraljevskog apartmana. Jedno kratko vrijeme Rončević je bio bubanjar grupe Lotke i Lavirint. Nakon nekoliko promotivnih koncerata za novi album, u rujnu 2008. godine grupu napušta i Marko Nikolić na čije mjesto dolazi bas-gitarista Rade Marić koji je ranije svirao s divljeg kestena i Divljim Anđelima, au isto vrijeme u grupu se vraća Zoran Lalović umjesto Đerkovića. Početkom 2010. godine sastav napušta gitarist Marko Nikolić, au isto vrijeme dolazi klavijaturista Slobodan Sloba Ignjatović.

## Diskografija

### Kao Apartman 69
- Sjeti se moje pjesme (1983.)

### Kao Kraljevski apartman

#### Studijski albumi
- Long Live Rock 'n' Roll (1997.)
- Izgubljen u vremenu (2000.)
- Rocker (2002.)
- Ruka pravde (2004.)
- Čuvar tajni (2008.)
- Igre bez pravila (2012.)

#### Albumi uživo
- Best Of Live (1996 - 2005) (2005.)

#### Videoalbumi
- 10 godina s vama - Live SKC (2005.)

## Vanjske poveznice
- Web stranica grupe  Arhivirana inačica izvorne stranice od 13. srpnja 2011. (Wayback Machine)
- Nezvaničan myspace
- Kraljevski apartman na angelfire.com
- Kraljevski apartman na last.fm
- Kraljevski apartman na Encyclopaedia Metallum
- Kraljevski apartman na Yu4You.com
- Intervju sa Lotketom za "Balkanrock.com"  Arhivirana inačica izvorne stranice od 20. prosinca 2011. (Wayback Machine)